# Robinsonade
Der Ausdruck Robinsonade bezeichnet Literatur, Filme und andere Kunstformen, welche das literarische Motiv der unfreiwilligen Isolation auf einer Insel oder in einer entlegenen Gegend verarbeiten. Die Robinsonade weist Ähnlichkeiten zu Idylle und Utopie auf, ist meist jedoch negativer konnotiert. Der Begriff wurde vom deutschen Schriftsteller Johann Gottfried Schnabel geprägt. Er ist in Anlehnung an den 1719 erschienenen Roman Robinson Crusoe von Daniel Defoe entstanden, gleichwohl windet sich das Motiv, vor wie nach Erscheinen des Romans, durch die gesamte Weltliteratur. Züge der Robinsonade finden sich nicht nur in der Nachfolge Defoes, sondern z. B. auch in der Homer zugeschriebenen Odyssee und anderen antiken Mythen, bei Tasso (Aminta), Harsdörffer (Der Schiffbruch) und Miguel Sánchez Requejo (La isla bárbara), sowie Yann Martel (Life of Pi).

## Robinson Crusoe – die Vorlage
Der Roman stellt moralphilosophische Fragen und beschäftigt sich grundsätzlich mit dem Konflikt zwischen Natur und Kultur, Natürlichkeit und Zivilisation, Individuum und Gesellschaft. Der Schiffbrüchige Robinson muss versuchen, auf einer vermeintlich einsamen Insel zu überleben. Es gelingt ihm, die noch nicht untergegangenen Reste des Wracks zu bergen und so eine Lebensgrundlage zu schaffen: Kleidung, Werkzeug, Waffen. Es geht auch darum, sich – fernab von jeglicher Zivilisation – vor dem „Verrohen“ zu bewahren. Um sein Überleben zu sichern, muss er mühsame Arbeit verrichten und Kulturtechniken wie Ackerbau, Zimmermannshandwerk und Schneidern erlernen. Er beginnt ein Tagebuch und macht die ebenfalls aus dem Wrack gerettete Bibel zum Leitfaden seines Denkens und Handelns. In diesem Zusammenhang ist die Robinsonade eine „Emanzipationsgeschichte von Arbeit in der Frühen Neuzeit“. Ausgehend von der „Würde der Arbeit“, der in der Erzählung Ausdruck verliehen wird, entsteht daraus „seit Beginn des 19. Jahrhunderts eine wiederholt thematisierte Kulturstufen-Theorie des ‚Homo faber‘, in der Robinson“ gleichsam als Vertreter der Menschheit erscheint. So wandelt sich Robinson vom leichtlebigen Weltmenschen zum guten Christen. Einen Einheimischen, den er vor Kannibalen retten kann – er nennt ihn Freitag nach dem Wochentag ihrer ersten Begegnung –, erzieht er zu einem guten Diener und Christen. Später errettet er die Besatzung eines vorbeikommenden Schiffes vor dem Tod und er lässt sich von dieser in die alte Welt zurückbringen.

## Geschichtliche Entwicklung
Das Original zog bereits nach kurzer Zeit zahlreiche Imitationen nach sich. Berichte von Schiffbrüchigen, die vor Defoes Werk erschienen waren, wurden von den Verlegern zu Robinsonaden umgewandelt. Aus den 1708 erschienenen Reisen des François Leguat nach zwei unbewohnten ostindischen Inseln wurde 1723 Der französische Robinson. Aus Henrik Smeeks Beschryvinge van het megtig Koningryk Krinke Kesmes (1708) wurde 1721 Der holländische Robinson Heinrich Texel. Eine der bekanntesten Robinsonaden des 18. Jahrhunderts ist Johann Gottfried Schnabels Wunderliche Fata einiger See-Fahrer, die 1828 in einer Bearbeitung von Ludwig Tieck unter dem Titel Die Insel Felsenburg neu herausgegeben wurde. Joachim Heinrich Campes 1779/80 erschienene Bearbeitung von Defoes Original Robinson der Jüngere ist ein dem aufklärerischen Erziehungsgedanken Jean-Jacques Rousseaus verschriebener Jugendroman. Er wurde eines der Lieblingsbücher des 18. Jahrhunderts und erreichte bis 1897 119 Auflagen. Ebenfalls 1779 erschien die Adaption Robinson Krusoe, neu bearbeitet von Johann Karl Wezel. Wezels Robinsonade ist deutlich pessimistischer als Campes Bearbeitung und distanziert sich dezidiert vom Entwurf der zu kultivierenden Insel als Sozialutopie.
Im 19. Jahrhundert ging die Zahl der Robinsonaden allmählich zurück. Die bekannteste ist wohl Johann David Wyss’ Der Schweizerische Robinson oder der schiffbrüchige Schweizer-Prediger und seine Familie, niedergeschrieben zwischen 1794 und 1798, veröffentlicht ab dem Jahr 1812. Diese Robinsonade fand ihrerseits Fortsetzungen: Frederick Marryats Masterman Ready, or the Wreck of the Pacific (1841; deutsch meist unter dem Titel Sigismund Rüstig) entstand auch aus Marryats Verärgerung über sachliche Unrichtigkeiten in Wyss' Buch. In Frankreich veröffentlichte Adrien Paul eine Wyss-Fortsetzung unter dem Titel: Le pilote Willis, pour faire suite au Robinson Suisse (1855; deutsch als Willis der Steuermann 1859). Später ließ sich Jules Verne zu einer Fortsetzung zu Wyss' Roman anregen (Seconde Patrie, 1900, deutsch Das zweite Vaterland) und verfasste weitere Robinsonaden wie L'Île mystérieuse (Die geheimnisvolle Insel) (1875), L'Oncle Robinson (Onkel Robinson) (postum 1991) und die heitere Robinsonade-Parodie L'École des Robinsons (Die Schule der Robinsons) (1882).
Im 20. Jahrhundert erschienen nur noch wenige klassische Robinsonaden, darunter Otto Felsings Professor Robinson (1906), Michel Tourniers Freitag oder Im Schoß des Pazifik (1968) sowie Hilfe! Eine Robinsonade von Theodore Taylor (1973).
Nichtsdestotrotz findet sich das Motiv der Robinsonade in zur populären Konvention gewordenen Listen oft von Musik oder Literatur wieder, die mit dem Hintergrund der Isolation auf einer Insel aufgestellt werden. So zum Beispiel in der BBC-Radioshow Desert Island Discs.

## Verbindung des Inselromans mit dem Utopia-Motiv und andere Varianten
Als ein Vorläufer des Robinson-Romans kann Ibn Tufails im 12. Jahrhundert verfasstes theologisch-philosophisches Werk Der Lebende, Sohn des Wachenden (arabisch: Ḥayy ibn Yaqẓān) gelten.
Oftmals werden Robinsonaden mit utopischen Elementen verknüpft; das Mittel der Isolation schafft die glaubhafte Voraussetzung für die Erschaffung neuer Gesellschaftsformen. Ein Beispiel hierfür ist Die Insel Felsenburg von Johann Gottfried Schnabel (1731) – eine der ersten in Deutschland erschienenen Robinsonaden –, worin das Robinson-Motiv des gestrandeten Seefahrers mit dem klassischen Utopia-Motiv verbunden wird.
L’Île mysterieuse (Die geheimnisvolle Insel) von Jules Verne (1874/75) variiert das Motiv im Sinne eines vollkommen fortschrittsgläubigen optimistischen Denkmusters. Die kleine Gruppe von Männern, die nach der Flucht aus der Internierung während des Amerikanischen Bürgerkriegs mit ihrem Ballon auf eine Pazifikinsel verschlagen werden, machen sich die Natur zu Nutze, begegnen Schwierigkeiten mit Technologie und bauen eine richtiggehende Zivilisation auf, verhütten Eisenerz, fabrizieren Sprengstoff, bauen ein hochseetüchtiges Segelschiff etc. Dabei geht ihnen zwar Kapitän Nemo als Deus ex machina unerkannt zur Hand, jedoch zeigen sich die Hauptpersonen auch aus eigener Kraft als Repräsentanten des technisch fortgeschrittenen Abendlands des 19. Jahrhunderts, die durch und durch davon überzeugt sind, dass die christlichen Werte im positiven Sinne das Maß der Dinge sind.
Das Gegenteil – eine Dystopie auf Basis von Wissenschaft und Technik – beschrieb H. G. Wells in seinem Roman The Island of Dr. Moreau (Die Insel des Dr. Moreau) (1896), wo sich der Schiffbrüchige in der Gesellschaft eines wissenschaftlichen Außenseiters wiederfindet, der Tiere mittels Vivisektion vermenschlichen möchte und dessen von ihm selbst als missraten angesehenen früheren „Versuche“ die einsame Insel bevölkern. Von ihren menschlichen Herren nur mühsam unter Kontrolle gehalten, erlebt der Schiffbrüchige schließlich den vollständigen Zerfall der aufgezwungenen Kultur dieses Tiervolks nach dem Tod des Wissenschaftlers.
Auch William Golding benutzte das Robinson-Motiv zu dystopischen Zwecken, allerdings ohne phantastische Elemente: In Lord of the Flies (Herr der Fliegen) (1954) schildert er den raschen zivilisatorischen und ethischen Verfall einer Gruppe von Internatsschülern, die sich nach einem Unglück auf einer entlegenen Insel isoliert sehen. Anstatt sich, wie der für sich allein abgeschiedene Robinson, nach durchstandenen Leiden und harter Arbeit mit der Bibel als Anleitung zu einem besseren Christenmenschen zu entwickeln, setzen hier gruppendynamische Prozesse ein; ohne den äußeren Zwang durch Institution und Leitfiguren, welcher gerade das damalige Internatsleben bestimmte, bröckelt der Putz der Zivilisation rasch ab, und primitive Verhaltensweisen brechen unmaskiert hervor. Durch Robinson-typische Probleme (Beschaffung von Nahrung und Unterkunft, Unkenntnis grundlegender Zivilisationstechniken wie Feuermachen sowie die – auf einem Missverständnis beruhende – befürchtete Anwesenheit eines geheimnisvollen, furchteinflößenden Wesens) wird der Prozess noch beschleunigt.

### Modernisierte Robinsonaden
Die traditionelle Robinsonade spielt sich auf einer entlegenen Insel ab, welche durch die Weiten des Ozeans die Voraussetzung zur Isolation von der restlichen Menschheit schafft. War dies noch Anfang des 20. Jahrhunderts ein gangbarer Weg – siehe z. B. die deutsche Südseerobinsonade Piraths Insel von Norbert Jacques, in deren Mittelpunkt die Problematik der Kolonisation und der Unterdrückung und Auslöschung von unter Kolonialherrschaft stehenden Völkern steht, verbunden wiederum mit der Erschaffung einer utopischen Inselgesellschaft – so nahm mit zunehmendem technischen Fortschritt die Brauchbarkeit der menschenleeren, entlegenen Insel als Mittel dauerhafter Isolation stetig ab.
Ausweichmöglichkeiten bot die sich entwickelnde futuristische Literatur, welche die Insel durch unbekannte Planeten ersetzte und den klassischen Schiffbruch durch die „interstellare Havarie“. Eine andere Möglichkeit ist die Isolation in der Zeit mittels fiktiver Zeitreisegeräte. Arno Schmidt wiederum beschritt sozusagen den umgekehrten Weg: in Schwarze Spiegel isoliert er den Protagonisten von der menschlichen Gesellschaft, indem er diesen zum letzten Überlebenden eines Atomkriegs erklärt. Hier verschwimmen die Grenzen von Robinsonade und Dystopie.
Eine weitere Variante, zum Beispiel die Trilogie Die Höhlenkinder (1918–20), lässt die Protagonisten nicht auf einer Insel, sondern in einer entlegenen Gegend stranden, wo sie dann unter Wiederentdeckung primitiver Überlebenstechniken um ihr Dasein zu kämpfen haben. Effektiv unternehmen die Figuren also eine Reise in die Vergangenheit. Als Protagonisten sind unter diesen Umständen Kinder oder Jugendliche beliebt, deren geschilderte Abenteuer dann das Leben von „Höhlenmenschen“ bildlich vor Augen führen.
Ähnlich wie A.S. Neill in Die grüne Wolke eine Gruppe von Kindern, führt Herbert Rosendorfer in Großes Solo für Anton (1976) den Protagonisten gar nicht erst aus seiner Heimatstadt fort, sondern lässt unter ungeklärten Umständen alle anderen Menschen verschwinden, während die übrige Umgebung unverändert bleibt. Den einzig verbliebenen Anton beunruhigt dies nicht sonderlich; er richtet sich in der nach und nach verfallenden zivilisierten Umwelt ein.
Der Roman Die Betoninsel des britischen Autors J. G. Ballard aus dem Jahr 1974 liefert eine invertierte Variante der Robinsonade. Statt auf einem fernen Eiland strandet der Protagonist, der 35-jährige Architekt Robert Maitland, durch einen Unfall auf einer von Autobahntrassen umschlossenen Verkehrsinsel mitten im Großraum London. Ebenso wie Robinson Crusoe versucht Robert Maitland diese Insel zu verlassen, muss sich jedoch auf Dauer mit seinem Schicksal arrangieren.

### Trivialisierung und Wiederbelebung
Das ursprüngliche Genre betreffend, ist im Laufe der Zeit eine gewisse Trivialisierung festzustellen. Bereits der ursprüngliche Roman wurde oft zu einem anspruchslosen Kinderbuch herabgewürdigt; ebenso wurde vielmals die Robinsonade auf die bloßen Abenteuerelemente und die konstituierenden Bestandteile reduziert – Schiffbruch, Insel, Isolation, Überleben. Davon zeugen zahlreiche Jugendbearbeitungen des Originalromans, davon inspirierte Jugendbücher und später Abenteuerfilme. Zahlreiche trivialisierte Verfilmungen von Robinson Crusoe und Die Schweizer Familie Robinson bedienten gleichfalls nur die Schaulust; Robinson tummelte sich in Animationsserien und Zeichentrickfilmen.
Im Laufe dieses Prozesses wurden die zentralen Elemente und Spielregeln der Robinsonade derart stark im populärkulturellen Bewusstsein zementiert, dass sich spätestens in den 1970er Jahren unweigerlich zahlreiche Parodien erhoben und auch sonst alle Spielarten des Genres durchprobiert wurden. Exemplarisch hierfür ist die amerikanische Sitcom Gilligan’s Island (Gilligans Insel, 1964 bis 1967), bei der die Meinungen von jeher geteilt waren, ob sie eine extreme Parodie oder schlicht albern ist, sowie die Filmkomödie Robinson jr. (1976).
Danach war die Robinsonade für eine Zeitlang ausgebrannt. Ähnlich wie beim Western gelang nach einer Pause der Rückgriff auf die Wurzeln: durch ernsthafte Verfilmungen, wie z. B. Nicolas Roegs Castaway (auch.: Castaway – Die Insel), hier als gewollter Zustand; und Robert Zemeckis’ Verschollen (orig.: Cast away), weniger gewollt als erlitten, wurde das Genre wiederbelebt. Eine weitere moderne Robinsonade ist die amerikanische Fernsehserie Lost, die offensichtlich stark von William Goldings Lord of the Flies inspiriert ist – es gibt sogar ein geheimnisvolles Monster. Der Streamingdienst Netflix bearbeitete das Genre 2019 ebenfalls mit der Miniserie The I-Land.
Auch in den Zeichentrickfilmen und -serien spielt die Robinsonade immer mal wieder eine Rolle. So stranden die Schulklassen von Bart und Lisa Simpson in einer Folge auf einer einsamen Insel. Ohne Erwachsene sind sie sich dort vollständig selbst überlassen. Schnell gehen die zivilisierten Verhaltensweisen verloren und es entsteht ebenfalls ein Szenario ähnlich dem Roman Herr der Fliegen. In der Zeichentrickserie Crash Canyon wird das Motiv ebenfalls aufgegriffen, nur dass die isolierten Personen dort in einer riesigen Felsspalte eingeschlossen sind.